# Alemanha Ocidental nos Jogos Olímpicos de Inverno de 1968
A Alemanha Ocidental mandou 87 competidores que disputaram nove modalidades nos Jogos Olímpicos de Inverno de 1968, em Grenoble, na França. A delegação conquistou 7 medalhas no total, sendo duas de ouro, duas de prata e três de bronze.